# Championnat des îles Cook de football 2009
Navigation
Saison suivante
La saison 2009 du Championnat des îles Cook de football est la soixantième édition du championnat de première division aux Îles Cook. Les sept meilleurs clubs de Roratanga sont regroupés au sein d'une poule unique, la Round Cup, où ils s'affrontent une fois au cours de la saison. Il n’y a ni promotion, ni relégation en fin de saison.
C'est le Nikao Sokattack FC, tenant du titre, qui est à nouveau sacré champion des îles Cook cette saison après avoir terminé en tête du classement final avec trois points d’avance sur Tupapa Maraerenga et huit sur Arorangi FC. C'est le sixième titre de champion des îles Cook de l’histoire du club.

## Les clubs participants
- Nikao Sokattack FC
- Tupapa Maraerenga FC
- Arorangi FC
- Avatiu FC
- Takuvaine FC
- Matavera FC
- Titikaveka FC

## Compétition

### Classement
Le barème utilisé pour établir le classement est le suivant :
- Victoire : 3 points
- Match nul : 1 point
- Défaite : 0 point

| Rang | Équipe               | Pts | J | G | N | P | Bp | Bc | Diff |
| ---- | -------------------- | --- | - | - | - | - | -- | -- | ---- |
| 1    | Nikao Sokattack FCT  | 18  | 6 | 6 | 0 | 0 | 21 | 1  | +20  |
| 2    | Tupapa Maraerenga FC | 15  | 6 | 5 | 0 | 1 | 26 | 6  | +20  |
| 3    | Arorangi FC          | 10  | 6 | 3 | 1 | 2 | 10 | 16 | -6   |
| 4    | Avatiu FC            | 5   | 6 | 1 | 2 | 3 | 5  | 9  | -4   |
| 5    | Takuvaine FC         | 5   | 6 | 1 | 2 | 3 | 7  | 13 | -6   |
| 6    | Matavera FC          | 5   | 6 | 1 | 2 | 3 | 4  | 10 | -6   |
| 7    | Titikaveka FC        | 1   | 6 | 0 | 1 | 5 | 4  | 22 | -18  |

|  | Champion des îles Cook 2009 |
|  | T : Tenant du titre         |

### Matchs
| Résultats (▼dom., ►ext.) | Nik | Tup | Aro | Ava | Tak | Mat | Tit  |
| Nikao Sokattack FC       |     | 1-0 | 6-1 | 1-0 | 4-0 | 2-0 | 7-0  |
| Tupapa Maraerenga FC     |     |     | 8-2 | 1-0 | 3-1 | 4-0 | 10-2 |
| Arorangi FC              |     |     |     | 3-0 | 1-1 | 2-1 | 1-0  |
| Avatiu FC                |     |     |     |     | 2-2 | 1-1 | 2-1  |
| Takuvaine FC             |     |     |     |     |     | 1-2 | 2-1  |
| Matavera FC              |     |     |     |     |     |     | 0-0  |
| Titikaveka FC            |     |     |     |     |     |     |      |

## Bilan de la saison
| Championnat des îles Cook de football 2009 |                               |
| Champion                                   | Nikao Sokattack FC (6e titre) |
| Coupes et trophées                         |                               |
| Vainqueur de la Coupe des îles Cook 2009   | Tupapa Maraerenga FC          |
| Promotions et relégations                  |                               |
| Promus en Round Cup                        | Aucun                         |
| Relégués                                   | Aucun                         |